# Plan social (jeu)
Plan social est un jeu de société créé en 2010 par Stéphane Corcoral et Romain Guillou sous le double pseudonyme de John-Harvey Marwanny et Hans Margoulinski et publié par la Marwanny Corporation. Sous-titré “le jeu préféré des grands patrons”, il s’agit d’un jeu humoristique et satirique.

## Règles
Il s’agit d’un jeu de défausse dont les règles sont très proches de celles du 8 américain ou du Uno.

Chaque joueur incarne un actionnaire, qui doit licencier tous ses employés pour s’offrir une délocalisation en Chine.
Chaque joueur reçoit 7 cartes.
Le premier choisit le salarié qu’il licencie. Les joueurs suivants peuvent licencier un employé du même secteur d'activité ou du même niveau hiérarchique.
Quand on ne peut plus licencier, on doit piocher une carte et il existe des cartes spéciales.
L'actionnaire qui parvient le premier à licencier tous ses employés remporte la manche.

### Correspondances entre des jeux similaires
| Plan social         | Uno                 | 8 américain         | Commentaire |
| ------------------- | ------------------- | ------------------- | ----------- |
| Secteur d'activité  | Couleur             | Cœur, carreau ...   |             |
| Niveau hiérarchique | Chiffre de la carte | Chiffre de la carte |             |

## Médiatisation
Plan social a fait l’objet d’un cirque médiatique à la fin 2010, qui a vu le jeu et les problématiques qu’il soulève abondamment discutés dans les médias,, faisant notamment la Une du Parisien/Aujourd’hui en France et soulevant les critiques de la ministre des Finances de l’époque, Christine Lagarde, sur BFM TV.
La chaîne de télévision Arte consacre en 2011 un reportage de 4 minutes au jeu.